# Спутниковый мониторинг транспорта

Интерфейс системы спутникового мониторинга транспорта Wialon

Спутниковый мониторинг транспорта — система мониторинга подвижных объектов, построенная с использованием GNSS-трекеров, оборудования и технологий сотовой и/или радиосвязи, вычислительной техники и цифровых карт. Спутниковый мониторинг транспорта используется для решения задач транспортной логистики в системах управления перевозками и автоматизированных системах управления автопарком.
Принцип работы заключается в отслеживании и анализе пространственных и временных координат транспортного средства. Существует два варианта мониторинга: online — с дистанционной передачей координатной информации и offline — информация считывается по прибытии на диспетчерский пункт.
На транспортном средстве устанавливается мобильный модуль, состоящий из следующих частей: приёмник спутниковых сигналов, модули хранения и передачи координатных данных. Программное обеспечение мобильного модуля получает координатные данные от приёмника сигналов, записывает их в модуль хранения и по возможности передаёт посредством модуля передачи.
Модуль передачи позволяет передавать данные, используя беспроводные сети операторов мобильной связи. Полученные данные анализируются и выдаются диспетчеру в текстовом виде или с использованием картографической информации.
В offline варианте необходимость дистанционной передачи данных отсутствует. Это позволяет использовать более дешёвые мобильные модули и отказаться от услуг операторов мобильной связи.
Мобильный модуль может быть построен на основе приёмников спутникового сигнала, работающих в стандартах NAVSTAR GPS или ГЛОНАСС. В настоящее время в России активно продвигается и лоббируется использование сигналов спутников ГЛОНАСС, разработка и производство клиентского оборудования для этой системы. Принят ряд нормативных актов, которые предусматривают использование именно ГЛОНАСС и ограничивают применение других систем. При этом, в сравнении с NAVSTAR GPS, система ГЛОНАСС пока работает менее надёжно и в совокупности с наземным оборудованием даёт бо́льшую погрешность вычисления местоположения абонента. Клиентское оборудование ГЛОНАСС представлено на рынке не так широко, как GPS; но это уравновешивается распространением универсального оборудования, поддерживающего до 5 разных спутниковых систем.

## Решаемые задачи
Системы спутникового мониторинга транспорта решают следующие задачи:
- мониторинг включает определение координат местоположения транспортного средства, его направления, скорости движения и других параметров: расход топлива, температура в рефрижераторе и др. Системы спутникового мониторинга транспорта помогают водителю в навигации при передвижении в незнакомых районах;
- контроль соблюдения графика движения — учёт передвижения транспортных средств, автоматический учёт доставки грузов в заданные точки и др.;
- сбор статистики и оптимизация маршрутов — анализ пройденных маршрутов, скоростного режима, расхода топлива и др. транспортных средств с целью определения лучших маршрутов;
- обеспечение безопасности — возможность определения местоположения помогает обнаружить угнанный автомобиль. В случае аварии система спутникового мониторинга помогает передать сигнал о бедствии в службы спасения. Также на основе спутникового мониторинга транспорта действуют некоторые системы автосигнализации.
- контроль топлива на транспортном средстве -  комплексный учет, включающий в себя контроль уровня топлива в баке, снятие показаний о реальном расходе топлива, контроль объема заправки, контроль слива топлива.  Можно осуществить как полный контроль за топливом, так и отдельные операции за счет использования проточных расходометров, емкостных датчиков уровня топлива и CAN шины, которая непосредственно осуществляет спутниковую связь с оператором
- идентификация механизатора, оператора или водителя.

## Техническая реализация

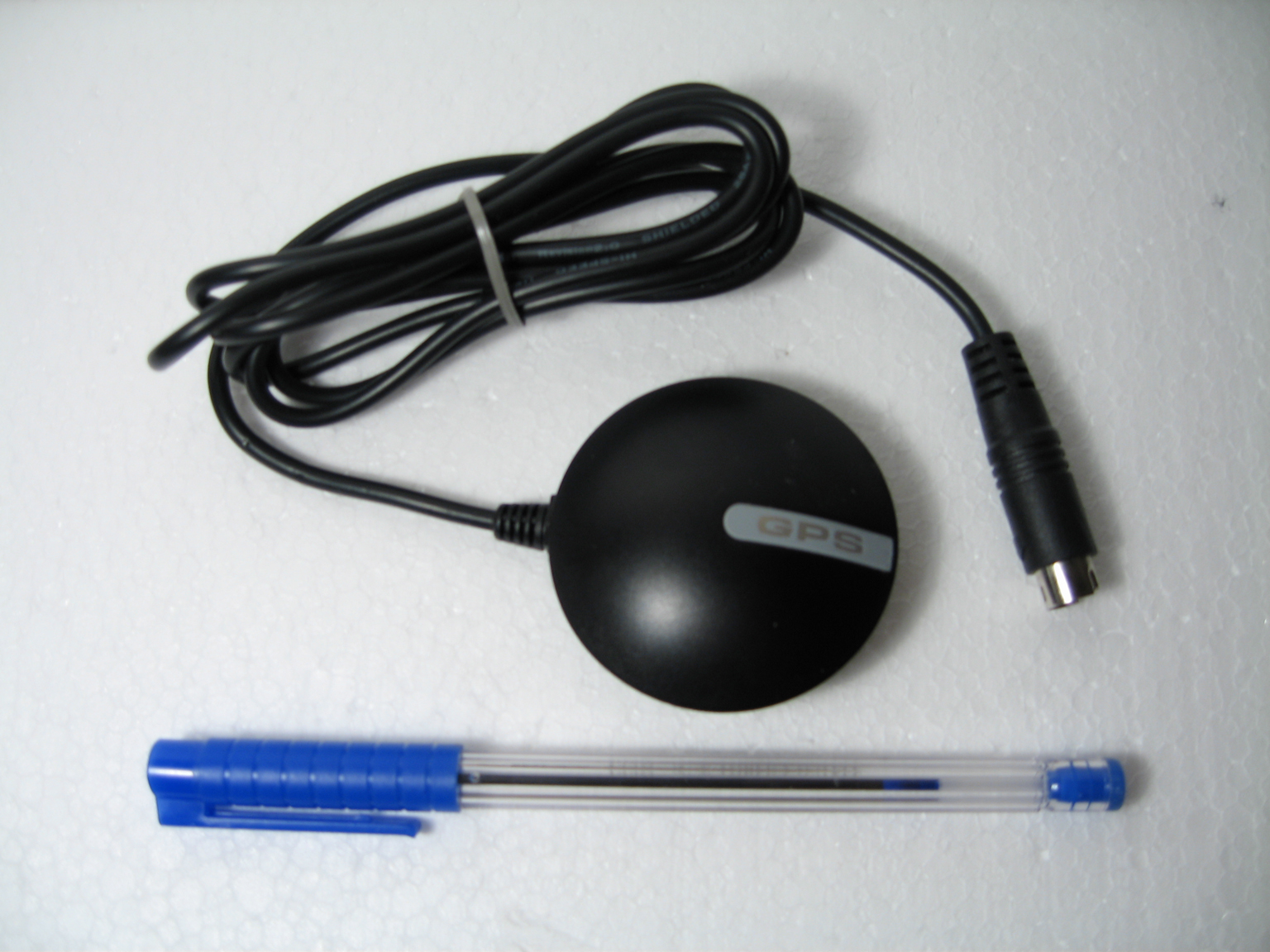
Современный GPS-приёмник

Система спутникового мониторинга транспорта включает следующие компоненты:
- транспортное средство, оборудованное GPS или ГЛОНАСС контроллером или трекером, который получает данные от спутников и передаёт их на серверный центр мониторинга посредством GSM, CDMA или реже спутниковой (например Гонец) и УКВ связи. Последние два актуальны для мониторинга в местах, где отсутствует полноценное GSM-покрытие, таких как Сибирь или Дальний Восток;
- серверный центр с программным обеспечением для приёма, хранения, обработки и анализа данных;
- компьютер диспетчера, ведущего мониторинг автомобилей.

Использование систем спутникового мониторинга повышает качество и эффективность работы корпоративного транспорта, и в среднем на 20-25 % снижают расходы на топливо и содержание автопарка.

### Оборудование
Контроллеры и трекеры
Большинство GPS/ГЛОНАСС контроллеров и трекеров имеют схожие функциональные возможности:
- вычислять собственное местоположение, скорость и направление движения на основании сигналов спутников Систем глобального позиционирования GPS или ГЛОНАСС;
- подключать внешние датчики через аналоговые или цифровые входы;
- считывать данные с бортового оборудования, имеющего последовательный порт или более специализированный интерфейс CAN;
- хранить некоторый объём данных во внутренней памяти на период отсутствия связи;
- передавать полученные данные на серверный центр, где происходит их обработка.

Ранее по причине слабого охвата территорий сетями мобильной связи GSM/3G широко использовались контроллеры, которые накапливали данные во внутренней памяти. По возвращении объекта в место основной дислокации (автопарк), данные переносились на сервер по проводным каналам либо через Bluetooth или Wi-Fi.
Многие из существующих GPS-трекеров и контроллеров имеют открытый протокол взаимодействия с сервером, а также позволяют выполнять настройку режимов работы при помощи SMS, CSD или при помощи GPRS соединения.
Датчики
Для получения дополнительной информации на транспортное средство устанавливаются дополнительные датчики, подключаемые к GPS или ГЛОНАСС контроллеру, например:
- датчик расхода топлива;
- датчик нагрузки на оси ТС;
- датчик давления в шинах;
- датчик уровня топлива в баке;
- датчик температуры в рефрижераторе;
- датчики, фиксирующие факт работы или простоя спецмеханизмов (поворот стрелы крана, работы бетоносмесителя), факт открывания двери или капота, факт наличия пассажира (такси).

Полученные данные могут либо накапливаться в локальном устройстве и затем переноситься в центральную базу по возвращении в парк, либо передаваться на центральный сервер в режиме реального времени, обычно по каналам сотовой связи.
Датчики и трекеры могут устанавливаться на транспортном средстве скрытым образом.

### Программное обеспечение
Самым существенным различием многих систем спутникового мониторинга, представленных на рынке, является функциональность серверного и клиентского программного обеспечения, возможность разносторонне обрабатывать данные, генерировать отчёты.
Функции серверного центра может выполнять как обычный компьютер с установленным программным обеспечением для простых систем мониторинга, так и распределённая серверная система с использованием нескольких серверов, выполняющих разные задачи, способная вести одновременный мониторинг десятков тысяч автомобилей и обеспечивать подключение к серверному центру нескольких тысяч пользователей (диспетчеров) одновременно.
Диспетчерское программное обеспечение для спутникового мониторинга автомобилей можно условно разделить на несколько типов:
- ПО, содержащее все компоненты, включая карты и базу данных движения объектов на единственном компьютере;
- ПО, имеющее клиентскую часть, которая устанавливается на компьютеры диспетчеров;
- ПО, использующее web-интерфейс, что позволяет избежать установки каких-либо специальных компонентов и вести мониторинг с любого компьютера, подключённого к Интернет.

Разновидностью последнего варианта является ПО, использующее трёхуровневую архитектуру, когда компоненты и функции центра обработки данных распределены между несколькими серверами: базы данных, картографической подсистемы, телекоммуникационным сервером и сервером приложения, обеспечивающего работу web-интерфейса пользователя.
В то время, как первый и второй типы систем остаются надёжным решением для специальных применений, где использование каналов Интернет невозможно из-за низкого качества последней мили или запрещено нормативными актами, последний тип систем имеет ряд преимуществ и позволяет компаниям-операторам увеличить охват рынка, ускорить внедрение мониторинга, переводя его в разряд платной услуги. На последней специализированной международной выставке Web-системы были представлены от компаний 1С (1C:Центр спутникового мониторинга (компания-разработчик ITOB), M2M телематика (Россия), OGNI-K Объединение Глобальных Навигационных Инновации (Россия), Gurtam (Белоруссия) и ГК СКАУТ (Россия), Waliot (Россия), клиентское ПО представляли компании Level (Чехия) и ОАО «Русские Навигационные Технологии», ООО «ТехноКом», ЕНДС, система ТрансКонтроль и М2М телематика. Большинство производителей современных систем мониторинга включают в свои продукты возможность работы диспетчеров через web-интерфейс и построения распределённых систем серверов.
Важную роль в программном обеспечении для спутникового мониторинга играет картографическая основа. Чем более детализированные и качественные карты используются в системе, тем удобнее диспетчерам вести мониторинг и следить за местонахождением транспортных средств.
Как правило, в программах, имеющих клиентскую часть, карты устанавливаются непосредственно на компьютер пользователя. А web-системы используют онлайн карты, которые благодаря Web-GIS серверу подгружаются по мере необходимости, что, безусловно, требует высокой скорости интернет-соединения. Web-GIS позволяет одновременно использовать такие карты, как Яндекс.Карты, Карты Google, OpenStreetMap, Карты Yahoo!, Карты Bing, Карты Gurtam и другие.

#### Функции программного обеспечения
Программное обеспечение для спутникового мониторинга обычно имеет ряд интерфейсов. Вход пользователей в систему мониторинга чаще всего защищён паролем для предотвращения несанкционированного доступа к информации. В системах существует определённая иерархическая структура, при которой администратор системы мониторинга управляет правами доступа различных пользователей к различным объектам мониторинга и различным функциям программы.

##### Основные функции
Самые распространённые функции, которые присутствуют в большинстве систем спутникового мониторинга:
- подключение и настройка трекеров в системе;
- подключение и настройка датчиков в системе;
- мониторинг текущего положения транспорта на карте;
- мониторинг состояния приборов и датчиков транспортного средства;
- просмотр маршрута перемещения и пробега автомобиля за выбранный интервал времени;
- создание точек интереса и геозон на карте;
- контроль перемещения из/в геозоны;
- настройка уведомлений, высылаемых системой, когда происходят определённые события (превышение скорости, слив топлива и др.);
- настройка шаблонов отчётов, выполнение отчётов;
- построение графиков на основании данных системы;
- управление объектами мониторинга через SMS команды или CSD соединение;
- создание маршрутов и путевых точек, контроль соблюдения маршрута.

##### Дополнительные функции
Дополнительные функции, которые расширяют возможности системы спутникового мониторинга:
- поиск ближайшего к заданной точке автомобиля;
- передачу текстовых сообщений водителю транспортного средства и обратно, от водителя к диспетчеру;
- обеспечение голосовой связи с водителем;
- ведение журнала техобслуживания автомобиля;
- определение периметра и площади объектов на карте;
- web-доступ в систему мониторинга с мобильного телефона или КПК;
- экспорт из отчётов в форматы, поддерживаемые иным ПО (Excel, Pdf, XML, CSV и др.);
- изменение иконок, отображающих объекты на карте;
- передача данных от другого оборудования установленного на транспортном средстве (тахограф, датчик уровня топлива)

## История развития
В зависимости от применяемых технических решений можно выделить пять поколений систем спутникового мониторинга транспорта:
- Самые первые системы были оффлайновыми, то есть не позволяли осуществлять мониторинг в реальном времени. GPS-трекер записывал все данные в память и передавал их на сервер по прибытии транспортного средства на базу через проводной или беспроводной интерфейс. Такая схема позволяла контролировать маршрут автомобиля только постфактум и не способна помочь, например, при угоне автомобиля.
- Во втором поколении для организации связи между GPS-терминалами и сервером использовались SMS либо механизм CSD. На сервер устанавливались один или несколько модулей сотовой связи, позволяющие принимать SMS или звонки с данными. Подобные системы отличались большим периодом времени между передачами данных местоположения и режимами получения данных по запросу. С массовым распространением мобильного интернета системы второго поколения практически вымерли.
- В третьем поколении в качестве транспортной сети используются GPRS или EV-DO, что позволяет снизить расходы на передачу данных местоположения и строить системы отображения всех объектов в режиме реального времени. В таких системах сервер устанавливается непосредственно у клиента в локальной сети офиса, что обеспечивает лучшую оперативность и защищенность данных, однако требует регулярной поддержки сервера силами клиента. Обслуживание сервера требует определенной квалификации обслуживающего персонала на стороне клиента. На рабочие места пользователей устанавливается специализированное программное обеспечение. В некоторых системах допускается аренда ресурсов сервера, предоставляемых поставщиком услуг мониторинга.
- Системы четвёртого поколения также используют один из механизмов мобильного интернета в качестве транспортной системы, но отличаются от третьего централизацией серверного обеспечения у поставщика услуги и использованием web-технологий. В этом случае сервер размещается у компании-поставщика, его мощности делятся между многими клиентами, а защищённый доступ к данным осуществляется через веб-приложение с любого компьютера, подключённого к интернету. Так как один сервер способен работать одновременно с тысячами объектов, значительно снижается стоимость внедрения и обслуживания системы. Одновременно может быть обеспечена более высокая надёжность хранения данных, так как компании-операторы способны построить сервер на базе качественного оборудования с многократным резервированием, содержать штат технических специалистов для круглосуточного обслуживания. Недостатком систем четвёртого поколения является полная централизация. Хотя вероятность аппаратного сбоя или наступления форс-мажорных обстоятельств в таких системах крайне низка, зато последствия сбоя могут стать весьма дорогостоящими и клиенту сложно оценить последствия утечки информации через технические службы оператора.
- Системы мониторинга пятого поколения представляют собой глобальное развитие и централизацию систем предыдущего поколения в логически единый, распределённый центр мониторинга, работающий по принципу облачных технологий. В таком варианте данные GPS и ГЛОНАСС устройств, собираемые коммуникационными серверами, стекаются в логически объединённый сервер базы данных и далее распределяются между промежуточными серверами, которые обеспечивают взаимодействие с пользователем.[7] При такой архитектуре системы пользователи из разных регионов, стран и даже континентов получают информацию от ближайшего регионального центра с минимальной задержкой, получая от оператора программное обеспечение как услугу (англ. software as a service, сокр. SaaS). Некоторые платформы для спутникового мониторинга транспорта и управления им позволяют не только использовать стандартный интерфейс, но и персонализировать рабочее место под себя, тем самым, благодаря концепции облачных вычислений клиент получает рабочие места как услугу. Внедрение подобных систем даёт возможность глобального управления транспортными потоками в реальном времени, а пользователи могут экономить время, ресурсы и оптимально планировать маршруты.

## Ситуация на российском рынке
Системы спутникового мониторинга, представленные в России, можно условно разделить на несколько групп:
- трекеры с минимальным набором программного обеспечения, часто бесплатным, которое позволяет решать базовые задачи персонального мониторинга;
- программно-аппаратные комплексы, представляющие собой законченные решения. В этом случае спутниковое оборудование и программное обеспечение залочены друг на друга и переход с одной на другую систему затруднён;
- программные комплексы, совместимые с различными контроллерами и трекерами, предоставляемые в аренду с серверных центров в формате Software as a service;
- программные комплексы для серверной установки, способные поддерживать различные виды GPS и ГЛОНАСС оборудования одновременно, позволяющие клиентам иметь различные контроллеры в своём автопарке (АвтоГРАФ);
- комплексные услуги по мониторингу автомобилей, которые оказываются специализированными компаниями. В таком случае клиент платит ежемесячную абонентскую плату за использование системы. Отдельно оплачивается приобретение и установка контроллеров на транспортные средства, при этом некоторые компании предлагают аренду контроллеров, тем самым снижая единовременные затраты для компании, которая планирует вести мониторинг своего автопарка.

Следует также учитывать, что системы мониторинга могут быть как самостоятельными решениями, так и модулем в более сложной системе TMS и/или FMS. Немаловажное значение имеют возможности выполнения системой бухгалтерской, складской, логистической функций или интеграции системы спутникового мониторинга с другими автоматизированными системами управления предприятием.

## GPS-мониторинг транспорта

Интерфейс системы GPS-мониторинга

GPS-мониторинг транспорта — одна из разновидностей систем спутникового мониторинга транспорта, основанная на использовании американских спутников GPS. Следует различать GPS-мониторинг транспорта с использованием американских спутников GPS и ГЛОНАСС-мониторинг транспорта с использованием российских спутников ГЛОНАСС.
GPS-мониторинг транспорта — технология, применяемая в диспетчерских службах на транспорте, а также для решения задач транспортной логистики в системах управления перевозками (англ. TMS, Transportation management system) и автоматизированных системах управления автопарком (англ. FMS, Fleet Management System) для контроля фактических маршрутов транспортных средств при помощи спутников GPS.
В настоящее время в России набирает популярность направление ГЛОНАСС-мониторинг транспорта, работа которого основана на функционировании российских ГЛОНАСС-спутников.
Автомобильный тре́кер — прибор, устанавливаемый на автомобиль с целью отслеживания его дальнейшего перемещения и контроля его местоположения.
Обычно трекер определяет своё местоположение, принимая сигналы ГЛОНАСС/GPS и отправляя их посредством мобильного интернет-канала GPRS на сервер в Интернете, на котором владелец прибора наблюдает его перемещения. Почти все современные (2008—2009 годы) приборы, работающие на этом принципе, могут принимать входящие звонки.